# Grigor Koprov
Grigor Koprov (mazedonisch Григор Копров; *  30. September 1943 in Ohrid, Nordmazedonien) ist ein nordmazedonischer Popmusik-Komponist.
Er arbeitete mit u. a. mit Toše Proeski, Martin Vučić, Karolina Gočeva und Andriana Janevska, zusammen.
Außerhalb seines Landes ist er durch Lieder beim Eurovision Song Contest bekannt. Er komponierte Ne zori zoro (Mazedonien 1998, Vlado Janevski), Zauvijek volim te (Montenegro 2008, Stefan Filipović) und Mojot svet (Mazedonien 2007, Karolina Gočeva). Ne zori zoro erreichte einen 19. Platz von 25 Liedern, Zauvijek volim te einen 14. Platz von 19 Liedern im ersten Semifinale und Mojot svet einen 14. Platz im Finale.